# SPÖ Frauen
De SPÖ Frauen (Nederlands: SPÖ Vrouwen) is een van de deelorganisaties van de Sozialdemokratische Partei Österreichs (SPÖ), een sociaaldemocratische partij in Oostenrijk.
De SPÖ Frauen ziet het als haar voornaamste taak de verenigbaarheid van arbeid en gezin voor vrouwen te promoten. Daarnaast probeert men vrouwen te interesseren in de uitgangspunten van de sociaaldemocratie.
Gabriele Heinisch-Hosek is voorzitter van de SPÖ Frauen en daarnaast vicevoorzitter van de SPÖ.